# Fernando Becerril
Fernando Becerril (San Luis Potosí, 1944/1945–Ciudad de México, 7 de febrero de 2023) fue un actor mexicano. Participó en numerosas películas en español desde 1998 como El crimen del padre Amaro (2002), Tlatelolco, verano del 68 y La leyenda del Zorro (2005).

## Vida
Becerril nació en San Luis Potosí y creció en Cuernavaca, Morelos, donde realizó su pasión por estar en el escenario como parte de un coro. A los 15 años comenzó a actuar en la Ciudad de México, Preparatoria 5 “José Vasconcelos”. Ingresó a la entonces Escuela de Bellas Artes de Teatro, donde inició formalmente sus estudios. A los 25 años solicitó y obtuvo una beca del gobierno de Francia para estudiar actuación allí.
Vivió en París durante más de 20 años. En 1995 decidió regresar a México para actuar en una película, contratado como talento francés. Aunque su carrera en Europa fue exitosa, se quedó en México, por la nostalgia de regresar a su tierra natal y porque hizo diferentes castings y obtuvo los personajes que deseaba. A partir de los 50 años se dedicó al teatro, su pasión, pero también al cine y la televisión. Becerril se mostró convencido de que México tenía talento y calidad para que el cine triunfara a nivel internacional, sin embargo, había poca "protección" para productores y actores, además de la habitual preferencia por el cine estadounidense.
Se desconoce la causa de la muerte de Becerril. El gremio artístico lamentó su fallecimiento. Uno de los primeros en compartir sus condolencias fue Joaquín Cosío además de Horacio Villalobos, José María Yazpik, Ignacio Riva Palacio, Darío Ripoll y Eduardo España.

## Trabajos
Su labor de promoción del teatro se vio reflejada en las decenas de obras en las que participó y en aquellas en las que colaboró desde la producción, algunas de ellas fueron Un plato difícil, El mercader de Venecia, La comedia de las equivocaciones, Sueño de una noche de verano, entre otros.
Becerril actuó en las siguientes películas teatrales y televisivas: 

### Películas
| Año  | Título                               | Role                        | Notas  |
| ---- | ------------------------------------ | --------------------------- | ------ |
| 1961 | Un plato difícil                     |                             |        |
| 1998 | La máscara del Zorro                 | Uno de los seis Dons        |        |
| 1999 | Voraz                                | comandante mexicano         |        |
| 2002 | El crimen del padre Amaro            | Galarza                     |        |
| 2004 | Zapata: El sueño de un héroe         | Presidente Francisco Madero |        |
| 2004 | El día menos pensado                 | Julian                      |        |
| 2005 | La leyenda del Zorro                 | Don Díaz                    |        |
| 2007 | Nunca un domingo                     |                             |        |
| 2007 | El Año del Clavo (Año uña)           |                             |        |
| 2007 | Espérame en otro mundo               | Nacho                       |        |
| 2007 | Kilómetro 31                         | Doctor                      |        |
| 2007 | La Zona                              | De La Garza                 |        |
| 2009 | Caja Negra                           | Narrador                    |        |
| 2010 | El Atentado (El Dossier del Intento) | Alcalde Campuzano           | Editor |
| 2010 | 180°                                 |                             |        |
| 2012 | Agarra al gringo                     | Director de prisión         |        |
| 2012 | Mariachi Gringo                      | Alberto                     |        |
| 2013 | Amor a primera visa                  | Margarito                   |        |
| 2015 | La delgada línea amarilla            | Ingeniero                   |        |
| 2015 | Los similares                        | Martín                      |        |
| 2017 | El habitante                         | cardenal pedro natale       |        |
| 2020 | El baile de los 41                   | Porfirio Díaz               |        |

### Televisión
| Año  | Título                                         | Role                          | Notas |
| ---- | ---------------------------------------------- | ----------------------------- | ----- |
| 1999 | Hablame de amor                                | Alonso Barragán               |       |
| 2001 | Amores querer con alevosía                     | Guillermo Herreros            |       |
| 2002 | Fidel                                          | carlos                        |       |
| 2002 | Por ti                                         | Arturo                        |       |
| 2002 | En la época de las mariposas                   | Enrique Mirabal               |       |
| 2004 | Y protagonizada por Pancho Villa como él mismo | Sacerdote                     |       |
| 2009 | eternamente tuya                               |                               |       |
| 2010 | la loba                                        | Luis Fernández "Don Luis"     |       |
| 2010 | Drenaje Profundo                               | Milosz, el científico malvado |       |
| 2012 | Quererte así                                   | Ramón Romero                  |       |
| 2021 | La Venganza de las Juanas                      | Rogelio Marroquín             |       |